# Calvin Russell
Calvin Russell, narozen jako Calvert Russell Kosler (1. listopadu 1948 – 3. dubna 2011) byl americký roots rockový zpěvák-skladatel a kytarista.

## Diskografie
- A Crack in Time (1990)
- Sounds from the Fourth World (1991)
- Soldier (1992)
- Le Voyageur – Live (1993)
- Dream of the Dog (1995)
- Calvin Russell (1997)
- The Story of Calvin Russell – This Is My life (1998)
- Sam (1999)
- Crossroad (2000)
- Rebel Radio (2002)
- A Man in Full (2004)
- In Spite of It All (2005)
- Unrepentant (2007)
- Dawg Eat Dawg (2009)
- Contrabendo (2011)